# Camponotus spinitarsus
Camponotus spinitarsus är en myrart som beskrevs av Carlo Emery 1920. Camponotus spinitarsus ingår i släktet hästmyror, och familjen myror. Inga underarter finns listade.